# Lingapurana
Lingapurana (dewanagari लिङ्गपुराण) – hinduistyczny tekst religijny, jedenasta z osiemnastu wielkich puran (Mahapurana). Podzielona jest na dwie części.
Treść jej zawiera opisy:
- początków kosmosu,
- pochodzenia lingi (hirańjagarbha Pierwotne Kosmiczne Jajo)
- pojawienia się Brahmy i Wisznu
- pojawienia się wszystkich Wed z lingi.
- 64 siddhi osiągane na skutek opanowania energii żywiołów

Lingapurana (1.813-43) objaśnia przyczynę osiągania siddhi, jako wynik zniszczenia przez jogina wewnętrznych przeszkód,
których miejsce i energię te nadnaturalne moce przejmują.